# デュブレ
デュブレ（Deubre）とは、ナイキ（Nike, Inc.）により考案された靴紐につけるタグである。現在は一般的な靴のパーツ名称として用いられている。
通常、金属製またはプラスチック製であり、靴の爪先側の紐穴の中央に靴紐に通した状態で付けられている。

## 歴史
1994年にナイキのデザイナーDamon Cleggによりブーツのパーツとしてデュブレが考案された。その後、1982年にBruce Kilgoreによりデザインされたナイキ エア・フォース1に1990年代後半からデュブレが採用され、現在は定番化している。

### 名称の由来
「デュブレ」はスコットランドのスラングとして使われる”Doobrie”に由来しており、その意味はPlaceholder（代用語）である。Damon Cleggがブーツに取り付ける金属製タグ（デュブレ）を名称未定であることから”Doobrie”と表現し、ナイキの技術チームが専門用語と勘違いしてそのまま名称として使われてきた。2006年にナイキのカタログで正式に”Deubre（デュブレ）”と記載され、名称と表記が統一されている。

## 主な製品
デュブレはナイキのエアフォース1の付属品として人気であり、現在は他ブランドのドレスシューズやスニーカーでも採用されている。デュブレは付属品であるために単品で販売されていることは少ないが、人気が高いパーツである。ナイキでは海外の一部の店舗、日本ではナイキ原宿でカスタムグッズとして取り扱われている。